# 北雅茅斯 (緬因州)
北雅茅斯（英語：North Yarmouth）是一個位於美國緬因州坎伯蘭縣的市鎮。

## 人口
根據2020年美國人口普查的數據，北雅茅斯的面積為55.45平方千米，當中陸地面積為54.96平方千米，而水域面積為0.49平方千米。當地共有人口4072人，而人口密度為每平方千米73人。